# Mikael Björnstjerna
Mikael Björnstjerna, född 8 juni 1935 i Stockholm, är en svensk formgivare och arkitekt.
Mikael Björnstjerna är en svensk arkitekt, industri designer och en av grundarna av Boda Nova, känt för sin radikala design filosofi och produkter som Oval Steel. 
Han har verkat i styrelsen för Svenska Arkitekter SIR och hans arbete omfattar arkitektur, design och grafisk design. Han har ritat möbler för bl.a. Bejra, NKR, Brio, Dux, Swedish Design och Overman (med H. Ehrlin), och har illustrerat artiklar i International Herald Tribune och The New York Times samt samarbetat med Editoriale Domus i Milano. Hans designs har visats på Musée des Arts Décoratif i Paris, The Museum of Arts and Design i New York och på vandringsutställningen Scandinavian Design Cavalcade (SDC), utformad av honom och byggd av c:a 1000 vita kartonger. Utställningen SDC var del av ett kulturellt utbyte och vandrade till Köpenhamn, Milano, Warsawa och Wroclaw. Exempel på Mikael Björnstjernas design kan ses i de permanenta samlingarna av National Museum i Stockholm och The Museum of Modern Art / MoMA i New York.